# Ann Coulter
Ann Hart Coulter (Manhattan, Nova Iorque, Condado de Nova Iorque, Nova Iorque, 8 de dezembro de 1961) é uma advogada, jornalista e comentarista política conservadora norte-americana.

## Biografia
Filha de John Vincent Coulter (Albany, Condado de Albany, Nova Iorque, 5 de Maio de 1926 - New Canaan, Condado de Fairfield, Connecticut, 4 de Janeiro de 2008), Advogado para a Phelps Dodge, e de sua mulher (Stuyvesant, Condado de Columbia, Nova Iorque, 30 de Setembro de 1953) Nell Husbands Martin (Paducah, Condado de McCracken, Kentucky, 23 de Fevereiro de 1928).
Coulter é colunista de diversos periódicos estadunidenses de linha conservadora e escritora de sucesso, com vários livros na lista de best-sellers do The New York Times. Ann Coulter é solteira e sem filhos, tendo namorado o editor da Revista Spin, Bob Guccione, Jr e o escritor também conservador Dinesh D'Souza. Frequenta a Redeemer Presbyterian Church, do pastor Timothy J. Keller.
Frequentemente aparece na televisão, rádio e discursa em eventos públicos e privados. É conhecida por causar controvérsias com seus artigos conservadores, defendendo o Presidente George W. Bush, o ex-senador Joseph McCarthy.
Embora tenha trabalhado originalmente como colunista em jornais como o New York Times, acabou por ser substituída pelos editores pelas divergências políticas da linha editorial do jornal.
Algumas citações polémicas incluem a defesa da guerra como uma nova cruzada pelo Cristianismo. No dia seguinte ao 11 de Setembro ela escreveu no seu site oficial: 
"Os aeroportos aplicam escrupulosamente o mesmo abuso ridiculamente ineficaz tanto a Suzy Chapstick como a sequestradores muçulmanos. É ridículo supor que cada passageiro é um potencial maníaco homicida enlouquecido. Nós sabemos quem são os maníacos homicidas. São esses que estão a cantar e dançar neste preciso momento. Nós devemos invadir seus países, matar seus líderes e convertê-los ao Cristianismo. Nós não éramos seletivos sobre encontrar e punir somente Hitler e seus oficiais superiores. Nós bombardeamos cidades alemãs inteiras; nós matamos civis. Isso era a guerra. E esta é a guerra."
Em termos de direitos das mulheres, num episódio do programa Politicamente Incorrecto: 
"Eu acho que as mulheres devem ter armas mas não devem votar… as mulheres não têm capacidade para compreender como é que o dinheiro é ganho. Elas têm muitas ideias de como o gastar… é sempre sobre dinheiro em educação, mais dinheiro para cuidados infantis, mais dinheiro para creches."
Numa outra ocasião afirmou: 
"Seria um país muito melhor se as mulheres não votassem. Isto é um facto. Na realidade, em todas as eleições presidenciais desde 1950 — exceto Goldwater em '64 — os Republicanos teriam ganho, se apenas votassem os homens."
Ann já lançou vários livros, entre eles: 
- How to talk to a liberal (if you must) : the world according to Ann Coulter ("Como falar com um liberal [se for necessário]: o mundo segundo Ann Coulter")
- Slander: liberal lies about the American right ("mentiras liberais sobre o direito americano")
- Treason: liberal treachery from the cold war to the war on terrorism ("Traição: besteiras liberais da Guerra Fria à Guerra Contra o Terrorismo")
- Godless — The Church of Liberalism ("Sem Deus — A Igreja do liberalismo")
- The Case against Bill Clinton ("O tribunal versus Bill Clinton")

entre outros.